# 踊る魔法のおそうざいビョ〜ン
『踊る魔法のおそうざいビョ〜ン』は、パパムーチョとムチャチータの2作目のシングル。2003年10月22日にトライエムから発売された。

## 概要
- テレビアニメ『わがまま☆フェアリー ミルモでポン!ごおるでん』のエンディングテーマを収録している。
- CDジャケットには、ミルモ、リルム、ヤシチ、ムルモが描かれている。

## 収録曲
1. 踊る魔法のおそうざいビョ〜ン
作詞：夢野萌 / 作曲・編曲：近藤浩章
テレビアニメ『わがまま☆フェアリー ミルモでポン!ごおるでん』エンディングテーマ
2. 恋はドレミファソファミルモ
作詞：夢野萌 / 作曲・編曲：近藤浩章
3. 踊る魔法のおそうざいビョ〜ン（カラオケ）
4. 恋はドレミファソファミルモ（カラオケ）